# どうする?
「どうする?」は、1987年9月11日にリリースされた田原俊彦の30作目のシングル。

## 背景
表題曲は、フジテレビ系テレビドラマ『ラジオびんびん物語』の主題歌に起用された。
当初は同年の5月2日に発売が予定されていたが（規格品番:7A0723）、「歌詞にわいせつな表現が含まれる」として放送禁止の扱いを受ける可能性が浮上したため急遽発売を延期され、歌詞を一部変更・再録音した上で発売することとなった。なお、発売されなかった「どうする?」の歌詞は『月刊明星』1987年6月号付録の歌本に掲載されている。
1994年発売のベストアルバム『PRESENTS 〜THE GREATEST HITS IN 15YEARS〜』ライナーノーツにて、当時の時点で最も好きなシングルに本作を挙げている。

## リリース
1987年9月11日に、キャニオン・レコードのNAVレーベルから、7インチレコードとCTの2形態で発売された。
同年12月5日に、ポニーキャニオンのNAVレーベルから、ロングバージョンである『どうする? (Remix Version)』が発売された。

## 収録曲

### どうする?
| #         | タイトル        | 作詞       | 作曲         | 編曲      | 時間 |
| --------- | --------------- | ---------- | ------------ | --------- | ---- |
| 1.        | 「どうする?」   | 橋本淳     | 筒美京平     | 船山基紀  | 3:40 |
| 2.        | 「BORDER LINE」 | 高樹ゆうき | 井上ヨシマサ | 中村哲    | 3:58 |
| 合計時間: | 合計時間:       | 合計時間:  | 合計時間:    | 合計時間: | 7:38 |

| #  | タイトル                                         | 作詞       | 作曲         | 編曲     | 時間 |
| -- | ------------------------------------------------ | ---------- | ------------ | -------- | ---- |
| 1. | 「どうする?」                                    | 橋本淳     | 筒美京平     | 船山基紀 | 3:40 |
| 2. | 「どうする?」(オリジナル・カラオケ)              |            |              |          | 3:40 |
| 3. | 「BORDER LINE」                                  | 高樹ゆうき | 井上ヨシマサ | 中村哲   | 3:58 |
| 4. | 「Toshiのドラマ名言集」(vs 野村宏伸 CBS・ソニー) |            |              |          |      |

### どうする? (Remix Version)
| #         | タイトル                     | 作詞      | 作曲         | 編曲      | 時間  |
| --------- | ---------------------------- | --------- | ------------ | --------- | ----- |
| 1.        | 「どうする?」(Remix Version) | 橋本淳    | 筒美京平     | 船山基紀  | 6:35  |
| 2.        | 「壊れかけたスマート」       | 澤地隆    | 井上ヨシマサ | 清水信之  | 3:43  |
| 3.        | 「さよなら街灯り」           | 柴野繁幸  | 柴野繁幸     | 中村哲    | 4:20  |
| 合計時間: | 合計時間:                    | 合計時間: | 合計時間:    | 合計時間: | 14:38 |

## 参加ミュージシャン

### どうする? (Remix Version)
| どうする? (Remix Version) - All Synthesizer : Rumiko Ohgawara - T.Saxophone : 渕野繁雄 - E.Guitar : 今剛 - Synthesizer Programming : 助川宏, 船山基紀 - Chorus : EVE | 壊れかけたスマート - All Instrumentals : 清水信之 - Concert Master : 金子飛鳥 - Synthesizer Programming : 飯田高広 - Chorus : EVE | さよなら街灯り - All Synthesizer : 中村哲 - E.Guitar : 今剛 - A.Guitar : Yasumasa Yonekawa - E.Bass : 富倉安生 - Synthesizer Programming : 藤井丈司 - Chorus : 柴野繁幸, 鈴木弘明, 曳田修 |